# Garda Colli Mantovani Merlot riserva
Il Garda Colli Mantovani Merlot riserva è un vino DOC la cui produzione è consentita nella provincia di Mantova.

## Caratteristiche organolettiche
- colore: rosso rubino tendente al granato con l'invecchiamento
- odore: vinoso intenso, caratteristico, delicato, etereo e gradevole se invecchiato
- sapore: asciutto, sapido, di corpo, giustamente tannico, armonico

## Produzione
Provincia, stagione, volume in ettolitri
- nessun dato disponibile